# Микоян, Вано Анастасович
Вано́ (Ива́н) Анаста́сович Микоя́н (арм. Վանո Անաստասի Միկոյան; 1 сентября 1927, Москва, РСФСР — 25 ноября 2016, Москва, Российская Федерация) — советский и российский авиаконструктор.

## Биография
Сын Анастаса Микояна, племянник авиаконструктора Артёма Микояна.
Во время учёбы в элитной 175 школе г. Москвы, был участником тайной организации «Четвёртый рейх». 18 декабря 1943 года вместе с другими членами организации был выслан из Москвы сроком на 1 год.
В 1944—1945 годах учился в авиационно-техническом училище в Сталинабаде, затем окончил Военно-воздушную инженерную академию им. Жуковского.
С 1953 года работал в ОКБ им. А. И. Микояна: помощник ведущего инженера, ведущий инженер по лётным испытаниям, ведущий конструктор по истребителям семейства МиГ-21. В 1965 году был назначен ведущим конструктором по истребителю МиГ-23, с 1968 года — технический руководитель по совместным государственным испытаниям. С 1973 года — заместитель главного конструктора по фронтовому истребителю МиГ-29.
В последние годы жизни — советник Российской самолётостроительной корпорации «МиГ».  
Похоронен на Новодевичьем кладбище рядом с родными.

## Награды и звания
- Государственная премия СССР 1981 года — за МиГ-21
- Государственная премия СССР 1988 года — за МиГ-23
- Награждён орденами «Знак Почёта» (1965), Октябрьской Революции (1974), медалями, орденом «За заслуги перед Отечеством» IV степени (1999)[2]